# Swammerdamella arthmia
Swammerdamella arthmia är en tvåvingeart som beskrevs av Cook 1971. Swammerdamella arthmia ingår i släktet Swammerdamella och familjen dyngmyggor. Inga underarter finns listade i Catalogue of Life.